# Mourad Winter
Mourad Winter, né en 1987 à Ivry-sur-Seine, est un humoriste français, romancier et cinéaste.

## Biographie
Né dans un milieu populaire, de père kabyle et de mère marocaine, Mourad Winter suit une scolarité secondaire mouvementée dans un lycée catholique parisien. Il entre dans la vie active et travaille d'abord dans le bar de ses parents, puis dans la restauration. En parallèle, il est actif sur les réseaux sociaux, où il poste blagues, punchlines et petites histoires. En 2011, il travaille au Paname Art Café, lieu important du stand-up français, où on l’incite à monter sur scène.
En 2016, Mourad Winter commence à travailler pour l'émission TPMP. En 2017, il se lance dans le milieu du spectacle et tourne sur les scènes parisiennes. Il fait la première partie de Malik Bentalha. En janvier 2020, il donne une représentation unique de son spectacle, Fin du monde, qu’il écrit en trois mois à Montréal.
En 2021, il publie chez Robert Laffont L'amour, c'est surcoté, qui séduit la critique (un « Antimanuel de séduction » selon Biba) et le public. Aussitôt, « trois sociétés de production et deux plateformes ont tenté d'en acheter les droits d'adaptation la semaine de sa parution avec des offres à... cinq zéros. »
En 2023, il publie chez Clique Éditions Les meufs c’est des mecs bien, qui est également bien reçu (Grazia le surnomme le « gymnaste de la pop culture »).
En 2025, il sort au cinéma une adaptation libre de son roman L'amour, c'est surcoté, qu’il réalise avec Hakim Jemili, Laura Felpin et Benjamin Tranié en tête d'affiche.

### Vie privée
Mourad Winter est marié et père de deux enfants.

## Œuvre

### Cinéma
- 2025 : L'amour, c'est surcoté

### Roman
- L'amour, c’est surcoté, Paris, Robert-Laffont, 2021

- Les meufs c’est des mecs bien, Paris, Clique Éditions, 2023